# Drepanosticta dentifera
Drepanosticta dentifera – gatunek ważki z rodziny Platystictidae.